# Olympische Sommerspiele 1936/Rudern – Vierer ohne Steuermann
Die Ruderregatta im Vierer ohne Steuermann bei den Olympischen Sommerspielen 1936 fand vom 12. bis 14. August auf der Regattastrecke Berlin-Grünau statt.

## Zeitplan
| Datum           | Runde      |
| --------------- | ---------- |
| 12. August 1936 | Vorläufe   |
| 13. August 1936 | Halbfinale |
| 14. August 1936 | Finale     |

## Vorläufe
Die beiden Siegerboote der Vorläufe qualifizierten sich direkt für das Finale. Alle weiteren Boote mussten im Halbfinale antreten.

### Vorlauf 1
| Rang | Nation             | Athleten                                                      | Zeit (min) |
| ---- | ------------------ | ------------------------------------------------------------- | ---------- |
| 1    | Deutsches Reich    | Rudolf Eckstein, Anton Rom, Martin Karl, Wilhelm Menne        | 6:22,5     |
| 2    | Österreich         | Rudolf Höpfler, Camillo Winkler, Wilhelm Pichler, Hans Binder | 6:32,1     |
| 3    | Dänemark           | Knud Olsen, Keld Karise, Bjørner Drøger, Emil Boje Jensen     | 6:36,8     |
| 4    | Ungarn             | Ferenc Dobos, Frigyes Pabsz, Tibor Vadai, Gyula Halmay        | 6:40,7     |
| 5    | Vereinigte Staaten | James Thomson, Eugene Fruehauf, George Hague, Alfred Sapecky  | 6:41,4     |

### Vorlauf 2
| Rang | Nation             | Athleten                                                                 | Zeit (min) |
| ---- | ------------------ | ------------------------------------------------------------------------ | ---------- |
| 1    | Schweiz            | Hermann Betschart, Hans Homberger, Alex Homberger, Karl Schmid           | 6:27,2     |
| 2    | Großbritannien     | Martin Bristow, Alan Barrett, Peter Herbert Jackson, John Sturrock       | 6:30,8     |
| 3    | Königreich Italien | Antonio Ghiardello, Luigi Luscardo, Aldo Pellizzoni, Francesco Pittaluga | 6:34,5     |
| 4    | Niederlande        | Mak Schoorl, Flip Regout, Hotse Bartlema, Simon de Wit                   | 6:46,0     |

## Halbfinale
Die schnellsten zwei Boote der beiden Läufe qualifizierte sich für das Finale.

### Halbfinale 1
| Rang | Nation             | Athleten                                                      | Zeit (min) |
| ---- | ------------------ | ------------------------------------------------------------- | ---------- |
| 1    | Österreich         | Rudolf Höpfler, Camillo Winkler, Wilhelm Pichler, Hans Binder | 7:23,4     |
| 2    | Dänemark           | Knud Olsen, Keld Karise, Bjørner Drøger, Emil Boje Jensen     | 7:27,6     |
| 3    | Vereinigte Staaten | James Thomson, Eugene Fruehauf, George Hague, Alfred Sapecky  | 7:31,5     |

### Halbfinale 2
| Rang | Nation             | Athleten                                                                 | Zeit (min) |
| ---- | ------------------ | ------------------------------------------------------------------------ | ---------- |
| 1    | Großbritannien     | Martin Bristow, Alan Barrett, Peter Herbert Jackson, John Sturrock       | 7:27,4     |
| 2    | Königreich Italien | Antonio Ghiardello, Luigi Luscardo, Aldo Pellizzoni, Francesco Pittaluga | 7:33,9     |
| 3    | Ungarn             | Ferenc Dobos, Frigyes Pabsz, Tibor Vadai, Gyula Halmay                   | 7:57,0     |

## Finale
| Rang | Nation             | Athleten                                                                 | Zeit (min) |
| ---- | ------------------ | ------------------------------------------------------------------------ | ---------- |
| 1    | Deutsches Reich    | Rudolf Eckstein, Anton Rom, Martin Karl, Wilhelm Menne                   | 7:01,8     |
| 2    | Großbritannien     | Martin Bristow, Alan Barrett, Peter Herbert Jackson, John Sturrock       | 7:06,5     |
| 3    | Schweiz            | Hermann Betschart, Hans Homberger, Alex Homberger, Karl Schmid           | 7:10,6     |
| 4    | Königreich Italien | Antonio Ghiardello, Luigi Luscardo, Aldo Pellizzoni, Francesco Pittaluga | 7:12,4     |
| 5    | Österreich         | Rudolf Höpfler, Camillo Winkler, Wilhelm Pichler, Hans Binder            | 7:20,5     |
| 6    | Dänemark           | Knud Olsen, Keld Karise, Bjørner Drøger, Emil Boje Jensen                | 7:26,3     |